# Skoky do vody na mistrovství světa v plaveckých sportech 2001
Závody v skocích do vody na mistrovství světa v plaveckých sportech za rok 2001 proběhly ve Fukuoce, Japonsko ve dnech 23. až 27. července 2001.

## Česká stopa
Česko reprezentoval naturalizovaný Ukrajinec Jaroslav Makohin (*1976) z pardubického klubu SCPAP. V skocích z 1 m prkna nepostoupil z kvalifikace a z 30 závodníků obsadil 25. místo. V skocích z 3 m prkna nepostoupil z kvalifikace a obsadil 35. místo z 38 startujících.

## Výsledky

### Individuální disciplíny
| Muži              | Zlato                   | Zlato  | Stříbro                  | Stříbro | Bronz                    | Bronz  |
| ----------------- | ----------------------- | ------ | ------------------------ | ------- | ------------------------ | ------ |
| Skoky z 1 m prkna | Wang Feng (CHN)         | 444,03 | Wang Tchien-ling (CHN)   | 433,14  | Alexandr Dobroskok (RUS) | 414,21 |
| Skoky z 3 m prkna | Dmitrij Sautin (RUS)    | 725,82 | Wang Tchien-ling (CHN)   | 717,27  | Ken Terauči (JPN)        | 712,38 |
| Skoky z 10 m věže | Tchien Liang (CHN)      | 688,77 | Alexandre Despatie (CAN) | 670,95  | Mathew Helm (AUS)        | 670,23 |
| Ženy              | Zlato                   | Zlato  | Stříbro                  | Stříbro | Bronz                    | Bronz  |
| Skoky z 1 m prkna | Blythe Hartleyová (CAN) | 300,81 | Wu Min-sia (CHN)         | 297,57  | Čang Ťing (CHN)          | 294,15 |
| Skoky z 3 m prkna | Kuo Ťing-ťing (CHN)     | 596,67 | Irina Lašková (AUS)      | 552,39  | Julija Pachalinová (RUS) | 543,54 |
| Skoky z 10 m věže | Sü Mien (CHN)           | 532,65 | Tuan Čching (CHN)        | 522,54  | Loudy Tourkyová (AUS)    | 511,50 |

### Týmové disciplíny
| Muži                                     | Zlato                                  | Zlato  | Stříbro                                                 | Stříbro | Bronz                                                | Bronz  |
| ---------------------------------------- | -------------------------------------- | ------ | ------------------------------------------------------- | ------- | ---------------------------------------------------- | ------ |
| Synchronizované skoky dvojic z 3 m prkna | Čína (CHN) (Pcheng Po, Wang Kche-nan)  | 342,63 | Mexiko (MEX) (Joel Rodríguez, Fernando Platas)          | 338,49  | Rusko (RUS) (Alexandr Dobroskok, Dmitrij Sautin)     | 335,19 |
| Synchronizované skoky dvojic z 10 m věže | Čína (CHN) (Tchien Liang, Chu Ťia)     | 361,41 | Mexiko (MEX) (Eduardo Rueda, Fernando Platas)           | 336,63  | Ukrajina (UKR) (Roman Volodkov, Anton Zacharov)      | 336,06 |
| Ženy                                     | Zlato                                  | Zlato  | Stříbro                                                 | Stříbro | Bronz                                                | Bronz  |
| Synchronizované skoky dvojic z 3 m prkna | Čína (CHN) (Wu Min-sia, Kuo Ťing-ťing) | 347,31 | Rusko (RUS) (Julija Pachalinová, Vera Iljinová)         | 320,61  | Německo (GER) (Ditte Kotzianová, Conny Schmalfußová) | 303,03 |
| Synchronizované skoky dvojic z 10 m věže | Čína (CHN) (Tuan Čching, Sang Süe)     | 329,94 | Rusko (RUS) (Jevgenija Olševská, Svetlana Timošininová) | 306,90  | Japonsko (JPN) (Takiri Mijazakiová, Emi Ocukiová)    | 297,00 |

## Medailová bilance
Ve skocích do vody se rozdělily celkem 10 sad medailí.
| Pořadí | Stát            |       | Muži    | Muži  | Muži  |         | Ženy  | Ženy  | Ženy    |       | Muži + Ženy | Muži + Ženy | Muži + Ženy | Celkem |
| Pořadí | Stát            | Zlato | Stříbro | Bronz | Zlato | Stříbro | Bronz | Zlato | Stříbro | Bronz |             |             |             | Celkem |
| ------ | --------------- | ----- | ------- | ----- | ----- | ------- | ----- | ----- | ------- | ----- | ----------- | ----------- | ----------- | ------ |
| 1.     | Čína (CHN)      |       | 4       | 2     | 0     |         | 4     | 2     | 1       |       | 8           | 4           | 1           | 13     |
| 2.     | Rusko (RUS)     |       | 1       | 0     | 2     |         | 0     | 2     | 1       |       | 1           | 2           | 3           | 6      |
| 3.     | Kanada (CAN)    |       | 0       | 1     | 0     |         | 1     | 0     | 0       |       | 1           | 1           | 0           | 2      |
| 4.     | Mexiko (MEX)    |       | 0       | 2     | 0     |         | 0     | 0     | 0       |       | 0           | 2           | 0           | 2      |
| 5.     | Austrálie (AUS) |       | 0       | 0     | 1     |         | 0     | 1     | 1       |       | 0           | 1           | 2           | 3      |
| 6.     | Japonsko (JPN)  |       | 0       | 0     | 1     |         | 0     | 0     | 1       |       | 0           | 0           | 2           | 2      |
| 7.     | Ukrajina (UKR)  |       | 0       | 0     | 1     |         | 0     | 0     | 0       |       | 0           | 0           | 1           | 1      |
| 7.     | Německo (GER)   |       | 0       | 0     | 0     |         | 0     | 0     | 1       |       | 0           | 0           | 1           | 1      |
| Celkem | Celkem          |       | 5       | 5     | 5     |         | 5     | 5     | 5       |       | 10          | 10          | 10          | 30     |